# Venstresocialisterne
 Ikke at forveksle med Danmarks Venstresocialistiske Parti.
Venstresocialisterne (VS) var et marxistisk dansk politisk parti dannet i 1967 og i 1998 omdannet til en forening, i hvilken form det bestod indtil opløsningen den 8. september 2013. Forinden havde Østre Landsret ved en kendelse af 12. september 2012 lagt til grund, at partiet var opløst i 1998, hvilket VS selv afviste.
Partiet blev dannet i 1967 af udbrydere fra SF, hvor fire folketingsmedlemmer og en række menige medlemmer var utilfredse med SF's politik under det såkaldte 'Røde Kabinet' fra 1966 til 1967. Her havde SF og Socialdemokratiet flertal i Folketinget, men mistede dette ved dannelsen af VS.
Partiet var kendetegnet ved en række usædvanlige strukturelle principper, som hidtil var ukendte i dansk partipolitik: kollektiv ledelse, urafstemning med nominering af folketingskandidater, dobbeltorganisering og fraktionsfrihed. Kontingentet var fastsat til 2% af medlemmets bruttoindkomst.
Blandt partiets markante politikere i Folketinget var Preben Wilhjelm, Erik Sigsgaard, Mikael Waldorff og Anne Grete Holmsgaard. Karen Jespersen var folketingskandidat for VS i 1979, men blev ikke indvalgt. Per Clausen og Finn Sørensen, der blev valgt til folketinget 2011 for Enhedslisten, var medlemmer af VS til dets nedlæggelse i 2013.

## Partistruktur

### Kongressen
Kongressen var partiets øverste myndighed, som vedtog alle program – og principbeslutninger. De delegerede var valgt af de lokale partiafdelinger samt af afdelingerne på arbejdspladserne. Kongressen kunne ligeledes beslutte, om andre smågrupper på venstrefløjen kunne optages i partiet. Kongresserne kunne være præget af ophedede diskussioner mellem repræsentanter for forskellige fraktioner, som i 1970’erne førte til udmeldelser blandt de medlemmer, som havde lidt nederlag ved afstemningerne.

### Hovedbestyrelsen
Hovedbestyrelsen, som valgtes på kongressen bestod hovedsageligt af 21 medlemmer fra partiets tidlige historie, men i praksis var det forretningsudvalget, der stod for den daglige ledelse og kontakt til de lokale afdelinger og de mange udvalg og kommissioner, som blev nedsat af kongressen.

### Dobbeltorganisering
Dobbeltorganiseringen var en konstruktion, hvor hvert medlem både var organiseret i sit lokalområde, men samtidig også på sin arbejdsplads eller uddannelsesinstitution. Der opstod imidlertid skævheder i denne struktur, fordi størstedelen af medlemmerne var studerende.

### Fraktionsfrihed
Fraktionsfriheden var en særlig form for mindretalsbeskyttelse, som sikrede, at medlemmer, der tilsluttede sig de generelle principper i partiprogrammet, frit kunne danne en selvstændig fraktion med selvstændige mål for den konkrete politiske praksis. I partiets historie var der over 25 fraktioner, men generelt kan fraktionskampene karakteriseres som en strid mellem strammere og slappere. Strammerne ønskede en leninistisk politik med stram partidisciplin og opbygning af revolutionære celler, mens slapperne ønskede en bred dialog med de mange græsrodsbevægelser, der var opstået efter ungdomsoprøret.

### Urafstemning
Folketingskandidater for partiet blev udpeget ved urafstemninger og herefter placeret på den såkaldte top – tyve liste, som afgjorde rækkefølgen på partilisten. Endvidere betød et princip om rotation, at et folketingsmedlem ikke kunne genopstille til et følgende valg, når pågældende havde haft sæde i folketinget i 7 år.
Disse regler betød blandt andet, at fremtrædende medlemmer, som havde tegnet partiets politik de første år, ikke kunne genopstille, hvilket fx ramte hårdt ved valget i 1987.

### Internationalt arbejde
VS’ grundlag i internationalt arbejde var dels kritik af Sovjetunionen, dels en solidaritet med revolutionære frihedsbevægelser i den 3. Verden. Officielt støttede partiet Salvador Allende i Chile og sandinisterne i Nicaragua. I løbet af 1970’erne blev der gennem Internationalt Udvalg (IU) etableret kontakter til de såkaldte befrielseshære som IRA og PFLP.

#### Fælleserklæring med PFLP
I august 1980 var folketingsmedlemmet Anne Grete Holmsgaard sammen med to øvrige fra Venstresocialisterne, Lone Johnsen (medlem af VS' Internationale Udvalg) og Jakob Erle (medlem af partiets hovedbestyrelse), på besøg i Beirut og Saida i Libanon hos den palæstinensiske gruppe PFLP.
Mødets resultat blev en fællesudtalelse underskrevet af Jakob Erle og Taysir Quba, der er formand for PFLPs Internationale Komité.
I fælleserklæringen hedder det:
| Citat | VS og PFLP er enige om, at der hverken kan findes en løsning på det palæstinensiske eller på det jødiske spørgsmål uden et totalt opgør med den zionistiske bevægelse og med Israel. | Citat |
|       | |       |

 Holmsgaard har efterfølgende erkendt, at hun var klar over, at denne organisation bl.a. accepterede flykapringer "som et middel i den anti – imperialistiske kamp.". Dette initiativ til udvikling af det internationale samarbejde medførte en skrap intern debat i partiet om holdningen til terrorisme og gidseltagning. Allerede i juli 1980 havde Preben Wilhjelm, som ellers sjældent tog del i fraktionskampene, rettet en skarp kritik af flertallet i IU, fordi dette angiveligt forholdt sig taktisk til voldelige aktioner, ligesom Wilhjelm påpegede, at retssikkerhed og demokratiske principper var det eneste holdbare grundlag for international solidaritet.. Da et flertal af medlemmerne efterfølgende støttede Wilhjelms synspunkter, forlod flertallet af IU og ca. 20 sympatisører partiet.
Kontroverserne om VS's internationale engagement fortsatte dog, bl.a. da Anne Grete Holmsgaard sammen med Kit Broholm udgav en bog om zionismen, der i dagspressen blev udlagt som stærkt antisemitisk. Broholm, Holmsgaard og VS har dog altid selv på det skarpeste afvist denne beskyldning, idet bogen ikke forholder sig kritisk til jødedommen, men til zionismen, til staten Israel og Israels politik, som forfatterne betragtede som imperialistisk.

## Historie
VS var en erklæret del af den europæiske venstreopposition og udsendte gennem årene en række politiske partiprogramerklæringer, vedtaget på diverse kongresser, med det formål at præcisere partiets rolle i kampen mod kapitalismen. Disse erklæringer afspejler en udvikling, hvor skiftende flertal medvirker til at ændre den politiske strategi. En vedtagelse fra 3. Partikongres i 1970 illustrerer udmærket de politiske dilemmaer.. Overordnet fremhæves det, at hovedopgaven er at udvikle et revolutionært parti, der kan stå i spidsen for arbejderklassens kamp mod borgerskabet; men også den daglige kamp for bedre levevilkår må udvikles. Repræsentationen i folketinget er en sekundær opgave, hvor folketingets talerstol skal benyttes til at afsløre undertrykkelsen af befolkningen.
Partiet støttede i 1970’erne de strejker og blokader, som blandt andet fandt sted på Uniprint og Berlingske Tidende; men det var især på universiteterne, partiet spillede en egentlig rolle i ”kampen mod undertrykkelse”. En af årsagerne til den manglende opbakning på arbejdspladserne var, at fraktioner i partiet havde omtalt fagbevægelsen som fagforsteningen, ligesom Socialdemokratiet var blevet udråbt som klasseforrædere.

### VS i Folketinget
Partiets repræsentation i Folketinget fik en dramatisk start, da det først efter fintællingen af stemmerne ved valget i 1968 blev klart, at VS havde klaret spærregrænsen. Inden udgangen af 1968 havde Hanne Reintoft og Kai Moltke forladt partiet. Selv om arbejdet i Folketinget formelt var sekundært i partiets strategi, er det de markante personligheder blandt folketingsmedlemmerne, VS især huskes for. Med Preben Wilhjelm som frontfigur satte de fokus på boligpolitikken, socialpolitikken og uddannelsespolitikken, og partiet var det første, der fremlagde et ambitiøst energipolitisk program. To gange overlevede partiet at miste sin folketingsrepræsentation, men 3. gang ved valget i 1987 blev afslutningen på 20 år som venstrefløjens frontfigur.

### Samarbejde
Partiets strategi omfattede et samarbejde med "antikapitalistiske kræfter" og grupper i opposition til det bestående samfund. Som et led i denne strategi samarbejdede partiet bl.a. med den feministiske del af kvindebevægelsen og modstanderorganisationen mod atomkraft, OOA. Partiet tillægges en stor betydning for folketingets beslutning i 1985 om at den fremtidige energiplanlægning skulle foregå uden atomkraft. I folketinget samarbejdede partiet med DKP og SF, men udnyttede også mulighederne for et alternativt flertal med bl.a. Socialdemokratiet og Det Radikale Venstre, blandt andet om den såkaldte fodnotepolitikken.

### Samling af venstrefløjen i Danmark
I 1989 dannede VS sammen med Danmarks Kommunistiske Parti og Socialistisk Arbejderparti partiet Enhedslisten, som i 1994 kom i Folketinget. På sin sidste kongres, i 1998, blev VS officielt nedlagt som parti og omdannet til en forening, som stadigt udgav det teoretiske tidsskrift "Solidaritet". På baggrund af PET-kommissionens rapport fra 2009 fremsatte VS et erstatningskrav mod PET med påstand om ulovlig registrering af lovlig politisk virksomhed. Kravet afvistes den 12. september 2012 af Østre Landsret, som lagde til grund for sin kendelse, at Venstresocialisterne "ikke længere eksisterer".

## Nedlæggelse
Nedlæggelsen af VS blev med afstemning vedtaget af en generalforsamling i Solidaritetshuset den 8. september 2013, fordi man hellere vil lægge de politiske kræfter i Enhedslisten, i stedet for at være 'parti i partiet'.

## Valgresultater
| Valgår | Stemmer | Procent | Mandater |
| ------ | ------- | ------- | -------- |
| 1968   | 57.184  | 2,0 %   | 4        |
| 1971   | 45.979  | 1,6 %   | 0        |
| 1973   | 44.843  | 1,5 %   | 0        |
| 1975   | 63.579  | 2,1 %   | 4        |
| 1977   | 83.667  | 2,7 %   | 5        |
| 1979   | 116.047 | 3,7 %   | 6        |
| 1981   | 82.711  | 2,7 %   | 5        |
| 1984   | 89.356  | 2,7 %   | 5        |
| 1987   | 46.141  | 1,4 %   | 0        |
| 1988   | 20.303  | 0,6 %   | 0        |